# ジョバンニ・パオロ・パンニーニ
ジョバンニ・パオロ・パンニーニ（Giovanni Paolo Pannini, 1691年6月17日 - 1765年10月21日）はイタリア出身の画家、建築家。

## 生涯
ピアチェンツァで生まれた。舞台美術家となるべく訓練を受け、ボローニャの画家ガッリ･ダ･ビビエーナ(Francesco Galli da Bibiena:1659-1739)の弟子であったと推定されている。1711年にローマに移り、ベネデット・ルティ(1666–1724)に学んだ。ローマではヴェドゥータ（都市景観画）を得意とする画家、カナレット(1697-1768)と知り合い、影響を受けた。
ローマでは装飾画家として知られるようになり、Villa Patrizi(1718–1725)やSeminario Romano(1722)、Palazzo de Carolis(1720)の装飾を手掛け、ヴェドゥータの描き手としても知られるようになり、ローマのパンテオンなどの遺跡の景観を描いた。また肖像画やローマの人々も描いた。
1718年に教皇庁文芸アカデミー（Pontificia Insigne Accademia di Belle Arti e Letteratura dei Virtuosi al Pantheon)の会員となり、ローマのアカデミア・ディ・サン・ルカや在ローマ・フランス・アカデミーで教え、ジャン・オノレ・フラゴナールらに影響を与えた。1732年にフランス芸術アカデミーの会員に選ばれた。フランスの画家、ユベール・ロベールや息子のフランチェスコ・パンニーニがパンニーニの工房で修行した。
主要な作品：「アルジェンティーナ劇場の音楽祝典」「ナヴォーナ広場の祝祭の飾り付け」「古代ローマの景観図のギャラリー」「現代ローマの景観図のギャラリー」

## ギャラリー

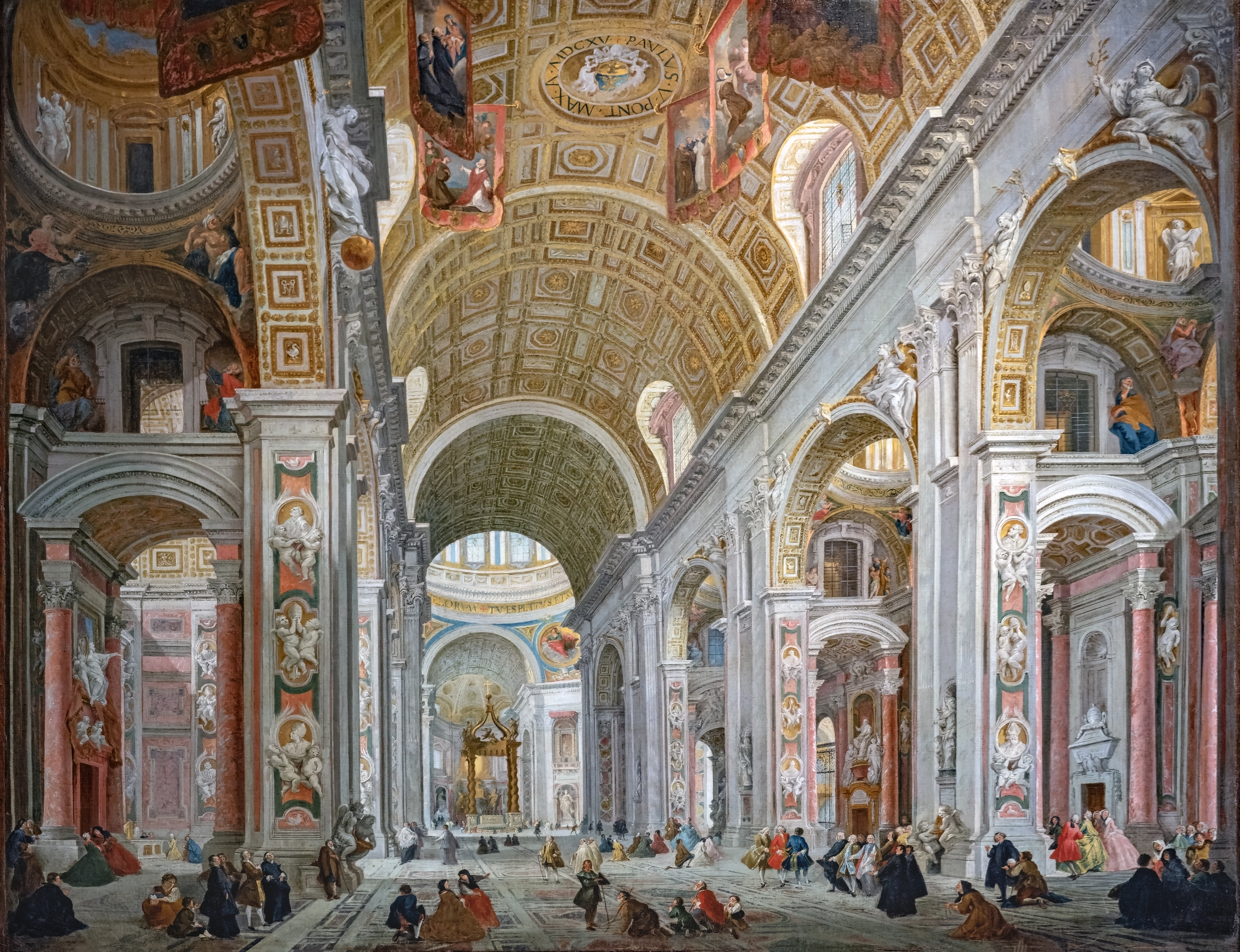
サン・ピエトロ大聖堂
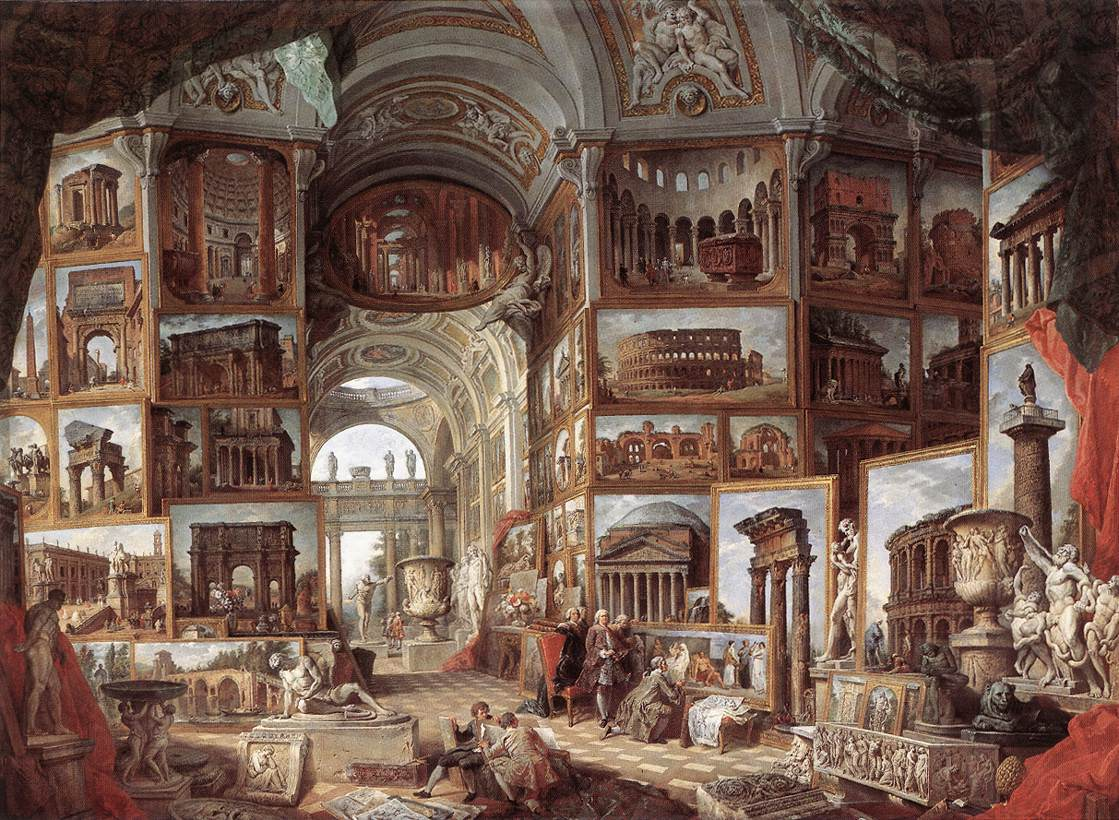
Picture gallery with views of ancient Rome (1758)
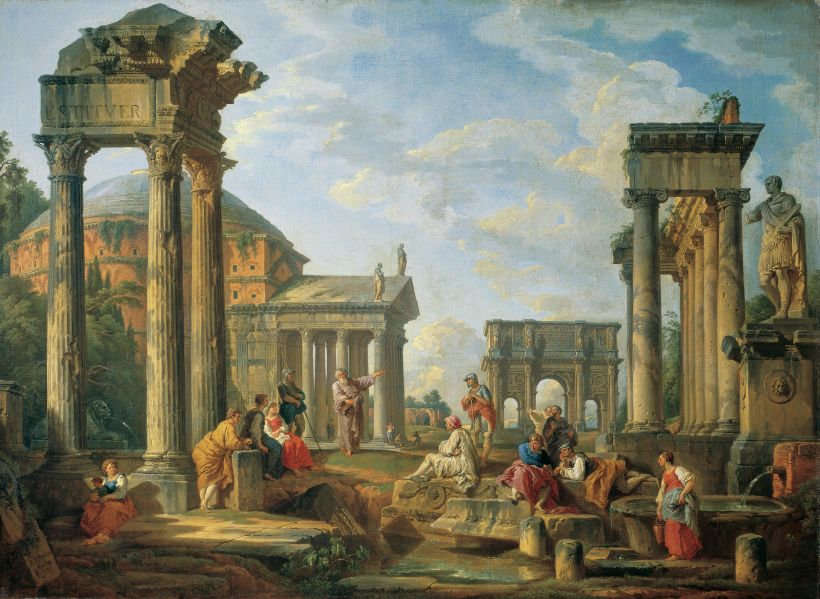
ローマの遺跡と預言者